# Isabelle Assih
Isabelle Assih, née le 27 février 1970 à Douarnenez, est une femme politique française, membre du Parti socialiste. Elle est maire de Quimper et présidente de Quimper Bretagne Occidentale depuis juillet 2020.

## Biographie
Isabelle Assih est maire de Quimper  depuis son élection au conseil municipal du 5 juillet 2020,. Elle est arrivée en tête du premier et du second tour des élections municipales de 2020 avec sa liste d'union de la gauche « Quimper ensemble ». Sa campagne politique s'est articulée autour de la solidarité et de l'écologie, de la justice sociale et de l'égalité homme femme. Elle est, dans l'histoire de la municipalité de Quimper, la première femme à être élue maire. Elle est également depuis le 29 mars 2015 conseillère départementale du Finistère sous l'étiquette du Parti socialiste.
Le 16 juillet 2020, lors du conseil communautaire d'installation, elle est élue présidente de l'intercommunalité Quimper Bretagne Occidentale par 49 voix sur 56,.

### Vie personnelle
Isabelle Assih est mariée et mère de cinq enfants,. Avant son mandat de maire, Isabelle Assih exerçait à Quimper en tant que psychologue scolaire après avoir été professeure des écoles et directrice d'école,. Elle fait ses études au lycée Auguste-Brizeux à Quimper avant d'intégrer l'Université de Bretagne Occidentale.

## Détail des fonctions et des mandats

### Mandats en cours
- depuis le 5 juillet 2020 : maire de Quimper
- depuis le 16 juillet 2020 : présidente de Quimper Bretagne Occidentale

### Anciens mandats
- du 29 mars 2015 au 27 juin 2021: conseillère départementale du canton de Quimper-2

## Engagements politiques
À l'occasion de la campagne pour l'investiture des candidats de son parti, Isabelle Assih s’engage aux côtés d’Anne Hidalgo, maire de Paris, afin que cette dernière puisse représenter le parti socialiste à l'élection présidentielle française de 2022.

## Décorations
- 2025 :  Chevalière de la Légion d'honneur, par un décret du 11 juillet 2025[13].